# Monsieur Amon
Amon Fasileau-Duplantier, plus connu au sein de la société costaricienne par l'appellatif de Monsieur Amon (22 décembre 1849 - 24 février 1915), fut un entrepreneur du café et de l'urbanisme, ainsi qu'un des pionniers dans la production d'électricité au Costa Rica.
Ses activités commerciales ont eu une profonde influence dans les mœurs de la société costaricienne de la seconde moitié du XIXe siècle à travers la fondation du Barrio Amon, premier quartier résidentiel de la capitale qui porte aujourd'hui son prénom.  
L'image de Monsieur Amon sera définitivement associée à celle de la Belle Époque au Costa Rica, spécialement dans les écrits de l'écrivaine costaricienne Carmen Lyra.

## Biographie
Né au sein d'une famille notable de Bordeaux, il arriva au Costa Rica autour de ses vingt ans. Incorporé dans les affaires de la production et commercialisation du café par son beau-frère, Hippolyte Tournon, propriétaire de la compagnie Tournon, il y deviendra son fondé de pouvoir, et par la même un des Barons du café de la société costaricienne.
En 1892, Monsieur Amon se lance dans l'aventure de l'urbanisme dans la capitale du Costa Rica, probablement influencé par l'essor urbain de villes comme Bordeaux ou Paris, sous l'impulsion du baron Haussmann. Il s'engagera par la suite à réanimer une entreprise de construction et à faire le lotissement des propriétés au nord de San José avec des projets de tramway et d'électrification à partir de 1884, fondant une des premières usines hydroélectriques du pays.  Malgré cet élan, l'activité primaire du café entrera dans un cycle lent, au contraire de celui de la commercialisation de la banane, soutenue principalement par l'entrepreneur Minor Keith ce qui lui donnera un avantage clé pour obtenir la concession du tramway et de l'éclairage public de San José (Costa Rica).  
En 1899, Monsieur Amon est remplacé à la tête de l'entreprise Tournon au Costa Rica par Elois Tournon, fils d'Hippolyte Tournon, qui recentrera l'entreprise familiale sur les activités du café.  En 1898, Amon vend à Keith ses propriétés et les divers droits acquis dans le passé pour retourner définitivement en France.  1915 sera l'année de son décès à Bonrepos-Riquet.

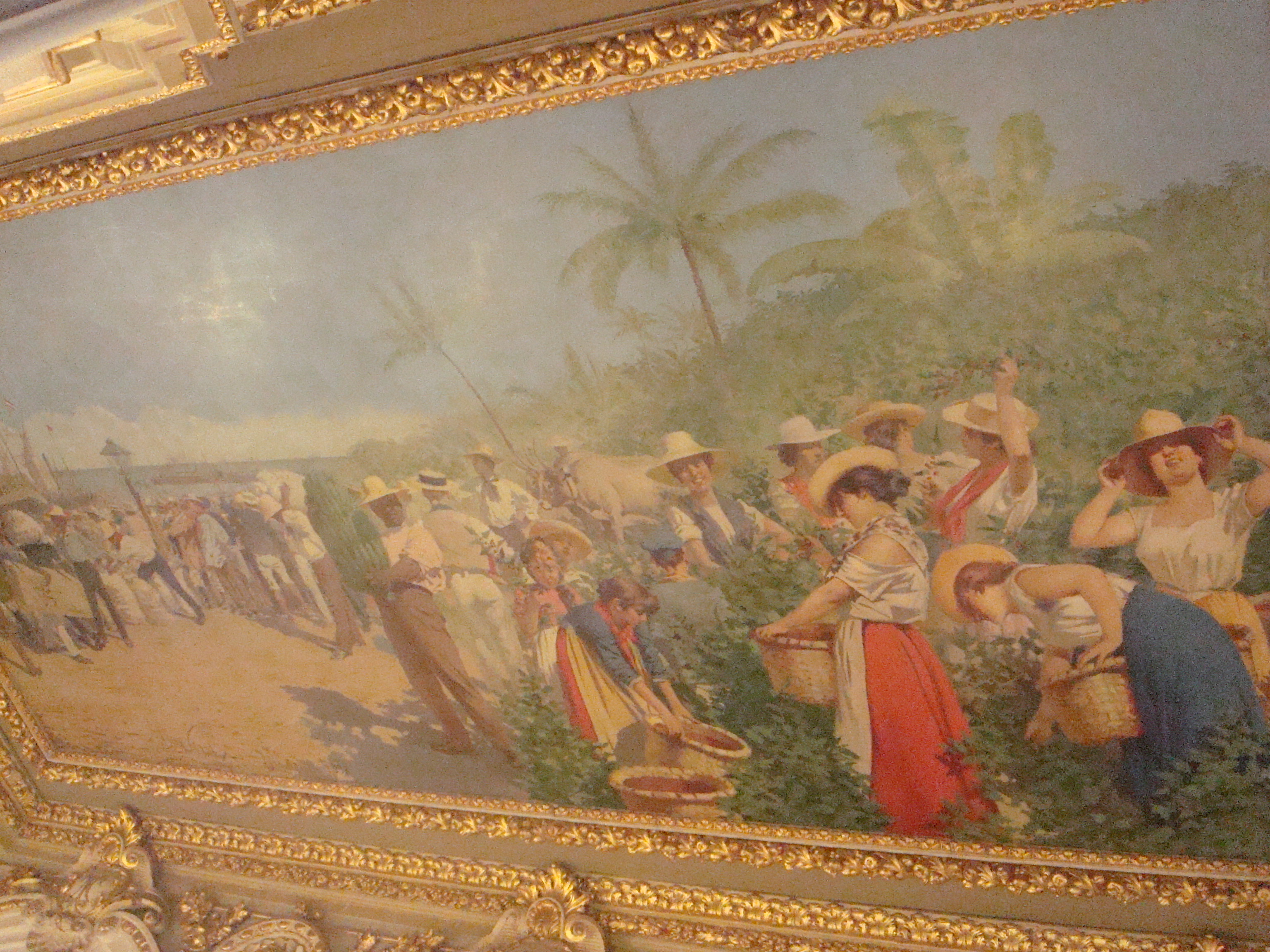
Allégorie du café et de la banane. Théâtre National du Costa Rica

## Représentations
Le portrait de Monsieur Amon sera fait en 1876 par l'artiste français Achilles Bigot (1822-1884), peintre de plusieurs chefs d'État costariciens, ainsi que d’un des portraits les plus connus de Francisco Morazán.
La description du quartier du Barrio Amon, ainsi que de son fondateur, peut être lue dans le livre « Dans une chaise roulante » (« En una silla de ruedas ») de l'écrivaine costaricienne Carmen Lyra.  
Depuis le XXe siècle, l'Alliance française au Costa Rica a son siège dans le quartier du Barrio Amón.

## Référence
1. ↑  (es) Annie Lemistre, Amón, el Incógnito, San José, Costa Rica, Annie Lemistre Pujol, mai 2015, 185 p. (ISBN 9789968478847)
2. ↑  Descendant de Jacques Paul Fronton Duplantier,(es) Annie Lemistre, Amón, el Incógnito, San José, Costa Rica, Annie Lemistre Pujol, mai 2015, 185 p. (ISBN 9789968478847)